# Chad Hedrick
Chad Hedrick (* 17. April 1977 in Spring, Texas) ist ein US-amerikanischer Inline-Speedskater und Eisschnellläufer. Der Texaner ist der erfolgreichste Inline-Speedskater der Geschichte. Er ist 50-facher Speedskating-Weltmeister und hielt mehrere Weltrekorde.
Im Eisschnelllauf gewann er bei den Olympischen Winterspielen 2006 in Turin die Goldmedaille über 5000 Meter. Über 10.000 und 1500 Meter errang er Silber und Bronze. Auch in dieser Sportart hat er bis heute drei Weltmeistertitel und stellte sieben Weltrekorde von 1500 bis 10.000 Meter sowie im Mehrkampf auf. Er gilt als Erfinder der Double-Push-Technik.

## Biographie
Bereits mit zwei Jahren stand er zum ersten Mal auf Skates auf der Skatebahn, die sein Vater betrieben hat. 1994 gewann er mit 17 Jahren seinen ersten Inline-Speedskating-Weltmeistertitel. Da sich diese Skatetechnik von der klassischen Technik deutlich unterscheidet, wurde er für seinen neuen Fahrstil anfangs belächelt. Aufgrund seiner Erfolge wurde sein Double-Push von vielen Inline-Skatern erfolgreich kopiert. Sie ist heute bei Profi-Inline-Speedskatern zum Standard geworden.
In der nichtolympischen Sportart Speedskating gab es für ihn nach 50 Weltmeistertiteln keine echten Herausforderungen mehr. Inspiriert von den Erfolgen seines Inline-Speedskating-Kollegen Derek Parra der 2002 bei den Olympischen Winterspielen in Salt Lake City Olympiasieger wurde, wechselte er im selben Jahr zum Eisschnelllauf. Nach nur 15 Monaten Training auf dem Eis wurde er 2004 in Hamar Mehrkampf-Weltmeister. Dabei stellte er mit 150,478 Punkten einen neuen Mehrkampf-Weltrekord auf, und unterbot dabei die alte Marke um mehr als einen Punkt. Im selben Jahr wurde er Weltmeister über 5000 Meter. Diesen Titel konnte er 2005 in Inzell verteidigen.
In der Saison 2005/06 gewann er 4 Weltcuprennen und stellte 4 Weltrekorde auf. Bei den Olympischen Winterspielen 2006 in Turin gewann er über 5000 Meter olympisches Gold vor dem Niederländer Sven Kramer und dem Italiener Enrico Fabris. Über 10.000 Meter gewann er Silber, über 1500 Meter Bronze. Im 1000-Meter-Rennen sowie in der Team-Verfolgung belegte er Rang sechs. Den Weltcup 2005/2006 über 1500 als auch über 5000/10.000 Meter entschied er für sich.
Bei der Mehrkampf-WM 2006 vom 18. bis 19. März in Calgary wurde er wegen eines Wechselfehlers im 10.000-Meter-Rennen disqualifiziert. Er verlor dadurch nicht nur den Weltrekord über 10.000 Meter an Sven Kramer, sondern auch den Weltrekord im Mehrkampf an seinen Rivalen Shani Davis. Dieser hatte ihm bei diesem Wettkampf auch schon den Weltrekord über 1500 Meter abgejagt.
Nach der olympischen Saison verzichtete er auf ein Sommertraining. Seine Trainingsgruppe in Salt Lake City wurde aufgelöst. In der Saison 2006/07 konnte er nicht an seine Leistungen der vergangenen Jahre anknüpfen und musste bei einigen Wettbewerben in der B-Gruppe starten. Seine beste Einzelplatzierung im Weltcup war ein 11. Platz über 5000 Meter. Zum Abschluss der Saison konnte er mit einem siebten Platz über 10.000 Meter bei den Einzelstreckenweltmeisterschaften 2007 sein bestes Resultat einfahren.
In der olympischen Saison 2009/10 konnte er das Worldcup Rennen in Calgary über 1500 Meter gewinnen. Bei den Olympischen Winterspielen 2010 in Vancouver gewann er über 1000 Meter Bronze. In der Teamverfolgung errang er Silber.

## Weltrekorde
Chad Hedrick hat folgende Weltrekorde aufgestellt:
| Distanz             | Zeit/Punkte         | km/h                | Aufgestellt         | Eingestellt         | Ort                        |
| Inline-Speedskating | Inline-Speedskating | Inline-Speedskating | Inline-Speedskating | Inline-Speedskating | Inline-Speedskating        |
| ------------------- | ------------------- | ------------------- | ------------------- | ------------------- | -------------------------- |
| 10.000 m Straße     | 14:25,510           | 41,59               | 5. September 1996   | 6. September 2006   | Padua, Italien             |
| 1500 m Straße       | 01:57,698           | 45,88               | 17. Juni 1999       | –                   | Padua, Italien             |
| 15.000 m Straße     | 22:11,960           | 40,54               | 2. August 2000      | –                   | Barrancabermeja, Kolumbien |
| Eisschnelllauf      |                     |                     |                     |                     |                            |
| Großer Vierkampf    | 150,478             | –                   | 8. Februar 2004     | 9. März 2005        | Hamar, Norwegen            |
| Team                | 03:48,56            | –                   | 13. November 2004   | 12. November 2005   | Hamar, Norwegen            |
| 3000 m              | 03:39,02            | 49,31               | 10. März 2005       | 5. November 2005    | Calgary, Kanada            |
| 5000 m              | 06:09,68            | 48,69               | 13. November 2005   | 19. November 2005   | Calgary, Kanada            |
| 1500 m              | 01:42,78            | 52,54               | 18. November 2005   | 19. März 2006       | Salt Lake City, USA        |
| 10.000 m            | 12:55,11            | 46,45               | 31. Dezember 2005   | 16. März 2006       | Salt Lake City, USA        |
| Großer Vierkampf    | 148,799             | –                   | 22. Januar 2006     | 19. März 2006       | Calgary, Kanada            |

## Weltmeisterschaftstitel Speedskating
| Jahr  | Anzahl | Bahn                                                          | Straße                           |
| ----- | ------ | ------------------------------------------------------------- | -------------------------------- |
| 1994  | 1      | - 01500 m                                                     | –                                |
| 1995  | 6      | - 01500 m - 10.000 m - 10.000 m Staffel                       | - 10.000 m - 20.000 m - Marathon |
| 1996  | 7      | - 05000 m - 10.000 m - 20.000 m - 10.000 m Staffel            | - 01500 m - 10.000 m - 20.000 m  |
| 1997  | 7      | - 01500 m - 10.000 m - 20.000 m - 10.000 m Staffel            | - 01500 m - 10.000 m - 20.000 m  |
| 1998  | 7      | - 01500 m - 10.000 m - 15.000 m - 20.000 m - 10.000 m Staffel | - 01500 m - 15.000 m             |
| 1999  | 8      | - 01000 m - 10.000 m - 15.000 m - 20.000 m - 10.000 m Staffel | - 01000 m - 10.000 m - 20.000 m  |
| 2000  | 5      | - 10.000 m - 20.000 m - 10.000 m Staffel                      | - 10.000 m - 15.000 m            |
| 2001  | 7      | - 01000 m - 10.000 m - 15.000 m - 10.000 m Staffel            | - 10.000 m - 15.000 m - 20.000 m |
| 2002  | 2      | - 01000 m - 20.000 m                                          | –                                |
| Total | 50     | 31                                                            | 19                               |

## Persönliche Bestzeiten Eisschnelllauf
| Distanz          | Zeit/Punkte | km/h  | Datum             | Ort                 |
| ---------------- | ----------- | ----- | ----------------- | ------------------- |
| 500 m            | 35,58       | 50,59 | 18. März 2006     | Calgary, Kanada     |
| 1000 m           | 1:07,33     | 53,46 | 11. Dezember 2009 | Salt Lake City, USA |
| 1500 m           | 1:42,14     | 52,86 | 4. Dezember 2009  | Calgary, Kanada     |
| 3000 m           | 3:39,02     | 49,31 | 10. März 2005     | Calgary, Kanada     |
| 5000 m           | 6:09,68     | 48,69 | 13. November 2005 | Calgary, Kanada     |
| 10.000 m         | 12:55,11    | 46,45 | 31. Dezember 2005 | Salt Lake City, USA |
| Großer Vierkampf | 148,799     |       | 22. Februar 2006  | Calgary, Kanada     |